# Port St. John
Port St. John est une census-designated place du comté de Brevard, dans l'État de Floride, aux États-Unis,. En 2020, elle compte une population de 23 474 habitants.